# Cornellana
Cornellana – miejscowość w Hiszpanii, w Katalonii, w prowincji Lleida, w comarce Alt Urgell, w gminie La Vansa i Fórnols.
Według danych INE w 2020 roku liczyła 25 mieszkańców – 13 mężczyzn i 12 kobiet. 